# Блэкберн, Маккензи
Макке́нзи Блэ́кберн (англ. Mackenzie Blackburn,  кит. трад. 呂明龍, упр. 呂明龙, пиньинь Lǚ Mínglóng, палл. Люй Минлун; род. 10 ноября 1992) — тайваньский шорт-трекист канадского происхождения. Участник Олимпийских игр.

## Биография
Маккензи Блэкберн родился в Канаде в 1992 году. Его отец — канадец, а мать родом из Тайваня. Именно это дало ему возможность выступать на международном уровне за родину матери.
Впервые на международной арене Блэкберн дебютировал в 2008 году, на молодёжном чемпионате мира в Италии. Там на пятисотметровке он занял 37-е место, на километровой дистанции 48-е, а на полутора километрах он вновь был 37-м.
На взрослом уровне дебютировал в 2009 году, на чемпионате мира в Австрии. Там для него лучшим результатом стала 40-я позиция на дистанции 500 метров.
В 2014 году Блэкберн стал первым в истории шорт-трекистом из Тайваня, который квалифицировался на Олимпиаду. В Сочи он выступил на дистанциях 500 и 1000 метров. На обеих дистанциях он уже в первом раунде занимал в своём забеге третье место и прекращал дальнейшую борьбу.

## Личные рекорды
| Дистанция   | Страна | Город   | Дата соревнования | Время    |
| ----------- | ------ | ------- | ----------------- | -------- |
| 500 метров  | Канада | Калгари | 19 октября 2012   | 40.830   |
| 1000 метров | Канада | Калгари | 20 октября 2012   | 1:26.540 |
| 1500 метров | Россия | Коломна | 14 ноября 2013    | 2:18.578 |